# Bundestagswahlkreis Emmendingen – Lahr
Der Bundestagswahlkreis Emmendingen – Lahr (Wahlkreis 283) liegt in Baden-Württemberg.

## Wahlkreis
Der Wahlkreis umfasst den Landkreis Emmendingen sowie den südwestlichen Teil des Ortenaukreises mit den Gemeinden Lahr, Ettenheim, Fischerbach, Friesenheim, Haslach im Kinzigtal, Hofstetten, Kappel-Grafenhausen, Kippenheim, Mahlberg, Meißenheim, Mühlenbach, Ringsheim, Rust, Schuttertal, Schwanau, Seelbach und Steinach. Seit 1949 konnte die CDU in diesem Wahlkreis bei allen Bundestagswahlen das Direktmandat gewinnen. Zur Bundestagswahl 2009 änderte sich die Nummer des Wahlkreises von 284 zu 283.

## Wahlkreisgeschichte
| Wahl      | Wahlkreisname             | Gebiet |
| --------- | ------------------------- | --- |
| 1949      | 13 Emmendingen            | Landkreis Emmendingen, Landkreis Wolfach, Landkreis Villingen |
| 1953–1961 | 187 Emmendingen           | Landkreis Emmendingen, Landkreis Wolfach, Landkreis Villingen |
| 1965–1976 | 191 Emmendingen – Wolfach | Landkreis Emmendingen, Landkreis Wolfach |
| 1980–1998 | 187 Emmendingen – Lahr    | Landkreis Emmendingen, vom Ortenaukreis die Gemeinden Lahr, Ettenheim, Fischerbach, Friesenheim, Haslach im Kinzigtal, Hofstetten, Kappel-Grafenhausen, Kippenheim, Mahlberg, Meißenheim, Mühlenbach, Ringsheim, Rust, Schuttertal, Schwanau, Seelbach und Steinach sowie Gutach, Hausach, Hornberg, Oberwolfach und Wolfach |
| 2002–2005 | 284 Emmendingen – Lahr    | Landkreis Emmendingen, vom Ortenaukreis die Gemeinden Lahr, Ettenheim, Fischerbach, Friesenheim, Haslach im Kinzigtal, Hofstetten, Kappel-Grafenhausen, Kippenheim, Mahlberg, Meißenheim, Mühlenbach, Ringsheim, Rust, Schuttertal, Schwanau, Seelbach und Steinach                                                          |
| seit 2009 | 283 Emmendingen – Lahr    | Landkreis Emmendingen, vom Ortenaukreis die Gemeinden Lahr, Ettenheim, Fischerbach, Friesenheim, Haslach im Kinzigtal, Hofstetten, Kappel-Grafenhausen, Kippenheim, Mahlberg, Meißenheim, Mühlenbach, Ringsheim, Rust, Schuttertal, Schwanau, Seelbach und Steinach                                                          |

## Wahlkreisabgeordnete
| Wahl | Abgeordneter | Abgeordneter    | Partei | Stimmen in % |
| ---- | ------------ | --------------- | ------ | ------------ |
| 1949 |              | Heinrich Höfler | CDU    | 52,8         |
| 1953 | 60,9         | Heinrich Höfler | CDU    |              |
| 1957 | 58,4         | Heinrich Höfler | CDU    |              |
| 1961 | 49,5         | Heinrich Höfler | CDU    |              |
| 1965 |              | Albert Burger   | CDU    | 54,8         |
| 1969 | 56,0         | Albert Burger   | CDU    |              |
| 1972 | 55,9         | Albert Burger   | CDU    |              |
| 1976 | 56,9         | Albert Burger   | CDU    |              |
| 1980 | 51,2         | Albert Burger   | CDU    |              |
| 1983 |              | Rainer Haungs   | CDU    | 56,1         |
| 1987 | 49,4         | Rainer Haungs   | CDU    |              |
| 1990 | 50,8         | Rainer Haungs   | CDU    |              |
| 1994 | 48,0         | Rainer Haungs   | CDU    |              |
| 1998 |              | Peter Weiß      | CDU    | 41,8         |
| 2002 | 45,5         | Peter Weiß      | CDU    |              |
| 2005 | 44,9         | Peter Weiß      | CDU    |              |
| 2009 | 42,1         | Peter Weiß      | CDU    |              |
| 2013 | 52,3         | Peter Weiß      | CDU    |              |
| 2017 | 37,6         | Peter Weiß      | CDU    |              |
| 2021 |              | Yannick Bury    | CDU    | 27,8         |
| 2025 | 37,0         | Yannick Bury    | CDU    |              |

## Wahlergebnisse

### Bundestagswahl 2025
| Kandidaten                                            | Kandidaten                | Parteien/Listen     | Erststimmen | Erststimmen | Zweitstimmen | Zweitstimmen |
| Kandidaten                                            | Kandidaten                | Parteien/Listen     | Stimmen     | %           | Stimmen      | %            |
| ----------------------------------------------------- | ------------------------- | ------------------- | ----------- | ----------- | ------------ | ------------ |
|                                                       | Yannick Burygewählt im WK | CDU                 | 66.984      | 37,0        | 58.425       | 32,2         |
|                                                       | Johannes Fechner          | SPD                 | 40.204      | 22,2        | 28.150       | 15,5         |
|                                                       | Susanne Floß              | GRÜNE               | 18.328      | 10,1        | 23.992       | 13,2         |
|                                                       | Eileen Vanessa Lerche     | FDP                 | 5.695       | 3,1         | 8.497        | 4,7          |
|                                                       | Michael Joachim Blos      | AfD                 | 34.282      | 19,0        | 35.309       | 19,5         |
|                                                       | Amelie Quotadamo          | LINKE               | 8.504       | 4,7         | 10.679       | 5,9          |
|                                                       | –                         | dieBasis            | –           | –           | 509          | 0,3          |
|                                                       | Christina Luisa Hesse     | FREIE WÄHLER        | 6.875       | 3,8         | 3.352        | 1,8          |
|                                                       | –                         | Tierschutzpartei    | –           | –           | 2.073        | 1,1          |
|                                                       | –                         | Die PARTEI          | –           | –           | 880          | 0,5          |
|                                                       | –                         | Volt                | –           | –           | 1.228        | 0,7          |
|                                                       | –                         | ÖDP                 | –           | –           | 391          | 0,2          |
|                                                       | –                         | Bündnis C           | –           | –           | 284          | 0,2          |
|                                                       | –                         | MLPD                | –           | –           | 44           | 0,0          |
|                                                       | –                         | BÜNDNIS DEUTSCHLAND | –           | –           | 193          | 0,1          |
|                                                       | –                         | BSW                 | –           | –           | 7.312        | 4,0          |
| Gesamt                                                | Gesamt                    | Gesamt              | 180.872     | 100         | 181.318      | 100          |
|                                                       |                           |                     |             |             |              |              |
| Ungültige Stimmen                                     | Ungültige Stimmen         | Ungültige Stimmen   | 1.439       | 0,8         | 993          | 0,5          |
| Wähler                                                | Wähler                    | Wähler              | 182.311     | 83,3        | 182.311      | 83,3         |
| Wahlberechtigte                                       | Wahlberechtigte           | Wahlberechtigte     | 218.790     |             | 218.790      |              |
|                                                       |                           |                     |             |             |              |              |
| Quellen: Die Bundeswahlleiterin, Kandidaten – Stimmen |                           |                     |             |             |              |              |

### Bundestagswahl 2021
Nachdem der bisherige Inhaber des Erstmandats Peter Weiß (CDU) nicht erneut antrat, kam es zwischen den Direktkandidaten der CDU (Yannick Bury) und der SPD (Johannes Fechner) zu einem Kopf-an-Kopf-Rennen, das Bury mit einem Vorsprung von 90 Stimmen beziehungsweise 0,05 % für sich entscheiden konnte.
| Direktkandidat               | Partei               | Erststimmen in % | Zweitstimmen in % |
| ---------------------------- | -------------------- | ---------------- | ----------------- |
| Yannick Bury                 | CDU                  | 27,8             | 24,8              |
| Johannes Fechner             | SPD                  | 27,8             | 23,8              |
| Heike Dorow                  | GRÜNE                | 14,0             | 17,2              |
| Tino Josef Ritter            | FDP                  | 10,0             | 13,3              |
| Thomas Seitz                 | AfD                  | 8,6              | 9,0               |
| Imke Pirch                   | Die Linke            | 3,0              | 3,1               |
| Jürgen Durke                 | Tierschutzpartei     | 2,2              | 1,9               |
| Dirk Ruppenthal              | Die PARTEI           | 1,2              | 0,9               |
| Matthias Stulz               | Freie Wähler         | 2,4              | 1,9               |
| —                            | PIRATEN              | —                | 0,3               |
| Michael Martin Kefer         | ÖDP                  | 0,7              | 0,4               |
| —                            | NPD                  | —                | 0,1               |
| —                            | DiB                  | —                | 0,1               |
| —                            | MLPD                 | —                | 0,0               |
| —                            | DKP                  | —                | 0,0               |
| Ralph Herschlein             | dieBasis             | 2,0              | 1,9               |
| —                            | Bündnis C            | —                | 0,2               |
| —                            | BÜRGERBEWEGUNG       | —                | 0,1               |
| —                            | BÜNDNIS21            | —                | 0,0               |
| —                            | LKR                  | —                | 0,0               |
| —                            | Die Humanisten       | —                | 0,1               |
| —                            | Gesundheitsforschung | —                | 0,1               |
| —                            | Team Todenhöfer      | —                | 0,3               |
| Milena Ricarda Schiller-Ninô | Volt                 | 0,4              | 0,3               |

### Bundestagswahl 2017
Zur Bundestagswahl am 24. September 2017 kandidieren die folgenden Direktkandidaten:
| Direktkandidat   | Partei           | Erststimmen in % | Zweitstimmen in % |
| ---------------- | ---------------- | ---------------- | ----------------- |
| Peter Weiß       | CDU              | 37,6             | 35,9              |
| Johannes Fechner | SPD              | 23,7             | 17,9              |
| Markus Rasp      | GRÜNE            | 11,1             | 13,7              |
| Felix Fischer    | FDP              | 8,6              | 10,6              |
| Thomas Seitz     | AfD              | 10,8             | 11,5              |
| Alexander Kauz   | DIE LINKE        | 5,2              | 5,8               |
| Katrin Wiegand   | Tierschutzpartei | 1,9              | 1,3               |
| Michael Kefer    | ÖDP              | 1,0              | 0,6               |

### Bundestagswahl 2013
| Direktkandidat      | Partei              | Erststimmen in % | Zweitstimmen in % |
| ------------------- | ------------------- | ---------------- | ----------------- |
| Peter Weiß          | CDU                 | 52,3             | 45,8              |
| Johannes Fechner    | SPD                 | 26,4             | 21,2              |
| Christian Satta     | FDP                 | 1,8              | 5,1               |
| Dorothee Granderath | GRÜNE               | 11,5             | 12,1              |
| Rainer Wolf         | DIE LINKE           | 4,6              | 4,6               |
| —                   | PIRATEN             | —                | 2,4               |
| Hans-Jürgen Güllich | NPD                 | 1,3              | 0,8               |
| —                   | REP                 | —                | 0,3               |
| —                   | Tierschutzpartei    | —                | 1,0               |
| Michael Kefer       | ÖDP                 | 2,0              | 0,7               |
| —                   | PBC                 | —                | 0,3               |
| —                   | Volksabstimmung     | —                | 0,2               |
| —                   | MLPD                | —                | 0,0               |
| —                   | BüSo                | —                | 0,0               |
| —                   | AfD                 | —                | 4,5               |
| —                   | BIG                 | —                | 0,0               |
| —                   | pro Deutschland     | —                | 0,1               |
| —                   | FREIE WÄHLER        | —                | 0,5               |
| —                   | PARTEI DER VERNUNFT | —                | 0,1               |
| —                   | RENTNER             | —                | 0,2               |

### Bundestagswahl 2009
| Direktkandidat     | Partei               | Erststimmen | Zweitstimmen |
| ------------------ | -------------------- | ----------- | ------------ |
| Peter Weiß         | CDU                  | 42,1 %      | 34,6 %       |
| Johannes Fechner   | SPD                  | 24,2 %      | 20,4 %       |
| Alexander Bonde    | GRÜNE                | 15,4 %      | 14,6 %       |
| Tilla-Louise Deter | FDP                  | 9,9 %       | 16,5 %       |
| Lukas Oßwald       | Die Linke.           | 7,0 %       | 7,6 %        |
| Kerstin Fritsch    | NPD                  | 1,4 %       | 0,9 %        |
| -                  | PIRATEN              | -           | 2,1 %        |
| -                  | Die Tierschutzpartei | -           | 1,0 %        |
| Sonstige           | Sonstige             | -           | 2,2 %        |